# Vettaiyan
Pour plus de détails, voir Fiche technique et Distribution.
Vettaiyan est un film d'action indien réalisé par T.J. Gnanavel et sorti en 2024,.

## Fiche technique
Sauf indication contraire, les informations mentionnées dans cette section peuvent être confirmées par les bases de données cinématographiques IMDb et Allociné,  présentes dans la section « Liens externes ».
- Titre original : Vettaiyan
- Réalisation : T.J. Gnanavel
- Scénario : T.J. Gnanavel
- Musique : Anirudh Ravichander
- Décors :
- Costumes :
- Photographie : S.R. Kathir
- Son : Sandeep Kumar et Tom Michael
- Montage : Philomin Raj
- Production : G.K.M. Tamil Kumaran et A. Subaskaran
  - Production déléguée : Subramanian Narayanan
- Sociétés de production : Lyca Productions
- Sociétés de distribution :
- Pays de production :  Inde
- Langue originale : tamoul
- Format : couleur
- Genre : Film d'action
- Durée : 165 minutes
- Dates de sortie :
  - Inde : 10 octobre 2024
  - France : 9 octobre 2024

## Distribution
- Rajinikanth : SP Athiyan IPS (Vettaiyan)
- Amitabh Bachchan : Sathyadev
- Fahadh Faasil : Patrick
- Rana Daggubati : Natraj
- Manju Warrier : Thara
- Ritika Singh : Roopa
- Rohinii : Nazeema